# Elecciones parlamentarias de Armenia de 1999
Las elecciones parlamentarias de Armenia fueron realizadas el 30 de mayo de 1999. Hubo 75 escaños en circunscripciones y 56 elegidos a nivel nacional, haciendo  uso de la representación proporcional. El resultado fue la victoria del Bloque de Unidad, el cual ganó 62 de los 131 escaños. La participación electoral fue de un 51.7%.

## Resultados
| Partido                                       | Circunscripción | Circunscripción | Circunscripción | Nacional  | Nacional | Nacional | Escaños totales | +/-   |
| Partido                                       | Votos           | %               | Escaños         | Votos     | %        | Escaños  | Escaños totales | +/-   |
| --------------------------------------------- | --------------- | --------------- | --------------- | --------- | -------- | -------- | --------------- | ----- |
| Bloque de Unidad*                             |                 |                 | 33              | 448.133   | 41.3     | 29       | 62              | Nuevo |
| Partido Comunista de Armenia                  |                 |                 | 2               | 130.161   | 12.0     | 8        | 10              | 0     |
| Bloque de Unidad y Derecha                    |                 |                 | 1               | 85.736    | 7.9      | 6        | 7               | Nuevo |
| Federación Revolucionaria Armenia             |                 |                 | 3               | 84.232    | 7.8      | 5        | 8               | +7    |
| Gobierno de Ley                               |                 |                 | 2               | 56.807    | 5.3      | 4        | 6               | Nuevo |
| Unión Democrática Nacional                    |                 |                 | 2               | 55.620    | 5.1      | 4        | 6               | +1    |
| Futuro Dignificado                            |                 |                 | 0               | 35.190    | 3.3      | 0        | 0               | Nuevo |
| Unión de Partidos Comunistas y Socialistas    |                 |                 | 0               | 26.823    | 2.5      | 0        | 0               | Nuevo |
| Poderosa Madre Patria                         |                 |                 | 0               | 24.896    | 1.3      | 0        | 0               | Nuevo |
| Unión para la Autodeterminación Nacional      |                 |                 | 0               | 24.681    | 2.2      | 0        | 0               | -3    |
| Bloque Madre Patria                           |                 |                 | 0               | 13.293    | 1.2      | 0        | 0               | Nuevo |
| Movimiento Nacional Pan-Armenio               |                 |                 | 0               | 12.540    | 1.2      | 0        | 0               | -62   |
| Partido Libertad                              |                 |                 | 0               | 11.076    | 1.0      | 0        | 0               | Nuevo |
| Partido Democrático                           |                 |                 | 0               | 10.621    | 1.0      | 0        | 0               | Nuevo |
| Partido Misión                                |                 |                 | 0               | 8.122     | 0.8      | 0        | 0               | 0     |
| Partido Liberal Democrático de Armenia        |                 |                 | 0               | 7.374     | 0.7      |          |                 | -4    |
| Misión Libre Hayk                             |                 |                 | 0               | 6.526     | 0.6      | 0        | 0               | Nuevo |
| Estado Nacional                               |                 |                 | 0               | 5.785     | 0.5      | 0        | 0               | 0     |
| Partido de la Juventud de Armenia             |                 |                 | 0               | 5.675     | 0.5      | 0        | 0               | Nuevo |
| Bloque de Fuerzas Socialistas e Intelectuales |                 |                 | 0               | 2.588     | 0.2      | 0        | 0               | Nuevo |
| Shamiram                                      |                 |                 | 0               | 2.053     | 0.2      | 0        | 0               | Nuevo |
| Independientes                                |                 |                 | 32              | -         | -        | -        | 32              | -40   |
| Ninguno de los anteriores                     |                 |                 | -               | 23.314    | 0.2      | -        | -               | -     |
| Votos en blanco/nulos                         |                 |                 | -               | 65.568    | -        | -        | -               | -     |
| Total                                         |                 |                 | 75              | 1.137.133 | 100      | 56       | 131             | -59   |
| Fuente: Nohlen et al.                         |                 |                 |                 |           |          |          |                 |       |

* El Bloque de Unidad fue una alianza entre el Partido Partido Republicano de Armenia